# 瓦利讷
瓦利讷（法語：Valines，法語發音：[valin]）是法国上法蘭西大區索姆省的一个市镇，属于阿布维尔区。

## 地理
瓦利讷（50°4'33"N, 1°37'20"E）面积5.25 平方千米，位于法国上法蘭西大區索姆省，该省份为法国北部沿海省份，北起加来海峡省和北部省，西接滨海塞纳省和大西洋英吉利海峡，南至瓦兹省，东临埃纳省。
与瓦利讷接壤的市镇（或旧市镇、城区）包括：奥尚库尔、谢皮、维默地区弗基耶尔、弗朗勒、尼巴。
瓦利讷的时区为UTC+01:00、UTC+02:00（夏令时）。

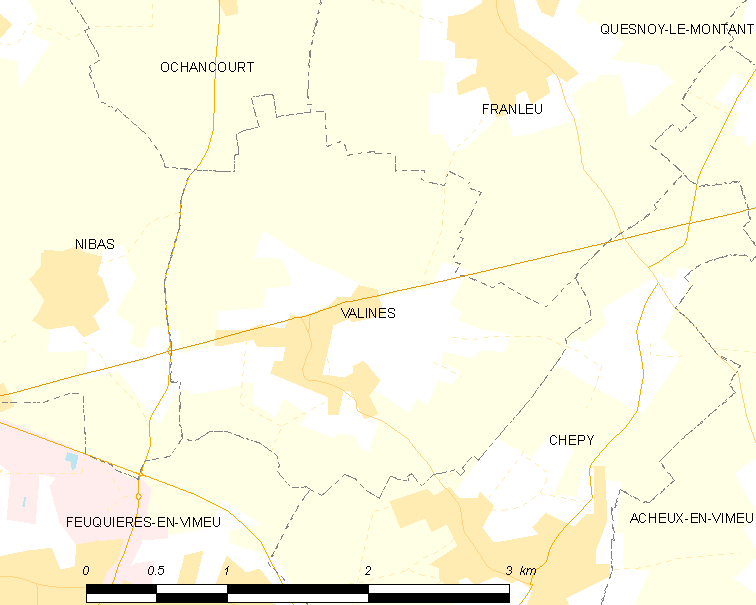
瓦利讷的OSM定位图

## 行政
瓦利讷的邮政编码为80210，INSEE市镇编码为80775。

## 政治
瓦利讷所属的省级选区为弗里维尔-埃斯卡博坦县。

## 人口

1962-2008年间瓦利讷人口变化图示

瓦利讷于2022年1月1日时的人口数量为638人。